# 馬尚加區
20°56′24″S 34°57′32″E / 20.940°S 34.959°E

馬尚加區（葡萄牙語：Machanga），是莫桑比克的行政區，位於該國中東部，由索法拉省負責管轄，首府設於馬尚加，面積5,940平方公里，2007年人口51,855，人口密度每平方公里9人。